# Simon (gioco)
Simon  è un gioco elettronico della Milton Bradley, inventato da Ralph Baer (creatore anche della prima console  per videogiochi, la Magnavox Odyssey del 1972) e Howard J. Morrison. Fu lanciato negli Stati Uniti nel 1978 e successivamente diffuso in tutto il mondo, conquistando un enorme successo e diventando un simbolo della cultura pop negli anni ottanta.
Il gioco è una sorta di variante elettronica del gioco per bambini noto nel mondo anglosassone come Simon says (in italiano Simon dice). "Simon" si presenta come un disco con quattro grandi pulsanti di colore rosso, blu, verde e giallo. Questi pulsanti si illuminano secondo una sequenza casuale; all'illuminazione di ciascun pulsante è associata anche l'emissione di una determinata nota musicale. Una volta terminata la sequenza, il giocatore deve ripeterla premendo i pulsanti nello stesso ordine. Se riesce in questo compito il giocatore si vede proporre una nuova sequenza, uguale alla precedente con l'aggiunta di nuovo pulsante/tono; la sequenza da ripetere diventa quindi sempre più lunga e il compito del giocatore più difficile.
Il Simon originale non è più in produzione. Hasbro commercializza alcune varianti, tra cui un Simon da viaggio e un Simon evoluto (chiamato Simon Trickster) con diverse possibili modalità di gioco (inclusa una in cui i quadranti non appaiono colorati).